# ساختمان مکواری
ساختمان مکواری (انگلیسی: 1 Macquarie Place)این آسمان‌خراش در ناحیه تجاری مرکزی در سیدنی، استرالیا واقع شده است. این آسمان‌خراش توسط معماران، پدل، ثورپ و واکر نقشه‌کشی و ساخته شده است. این آسمان‌خراش از جنس شیشه آبی با ۴۶ طبقه به ارتفاع ۱۶۴ متر می‌باشد.